# 4t Premis AVN
La cerimònia dels 4ts Premis AVN, organitzada per Adult Video News (AVN), va tenir lloc el 9 de gener de 1987 al Tropicana Hotel Grand Ballroom a Paradise (Nevada). Durant la cerimònia, es van lliurar els Premis AVN en 32 categories en honor a l'excel·lència al món de les pel·lícules per a adults llançades en videocasset entre l'1 de gener i 31 de desembre de 1986. La cerimònia fou hostatjada pels coeditors de Adult Video News Paul Fishbein i Barry Rosenblatt.
La millor pel·lícula de gravació en vídeo, Blame It on Ginger, va guanyar la majoria de premis, amb tres. Star Angel també va guanyar tres, però, Devil in Miss Jones Part 3: A New Beginning va guanyar la millor pel·lícula .

## Guanyadors i nominats
Els nominats per als 4th AVN Awards es van anunciar al número de gener de 1987 de la revista Adult Video News. Devil in Miss Jones Part 3: A New Beginning va liderar tots els nominats amb 11.
Els guanyadors es van anunciar durant la cerimònia de lliurament de premis el 9 de gener de 1987.

### Premis

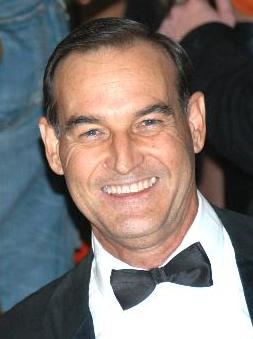
Mike Horner, premi al millor actor

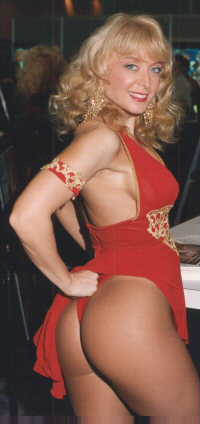
Nina Hartley, premi a la millor actriu en vídeo

Els guanyadors s'enumeren en primer lloc, es destaquen en negreta i s'indiquen amb una doble daga ().
| Millor pel·lícula | Millor gravació en vídeo |
| --- | --- |
| - Devil in Miss Jones Part 3: A New Beginning - Ecstasy Girls II - Irresistible II - Sexually Altered States - Star Angel | - Blame It on Ginger - Club Exotica - Debbie Duz Dishes - Deep Inside Vanessa Del Rio - Ex Connection - Farmer’s Daughters - In All the Right Places - The Passion Within - Sweat - White Women |
| Millor pel·lícula all-sex | Millor nova starlette |
| - Wild Things - Caught From Behind 6 - Wild Things II | - Barbara Dare - Blondi - Careena Collins - Candie Evans - Porsche Lynn |
| Millor actor | Millor actriu |
| - Mike Horner, Sexually Altered States - Jack Baker, Devil in Miss Jones Part 3: A New Beginning - Jerry Butler, Star Angel - Ron Jeremy, Flesh and Fantasy - John Leslie, Blonde Heat                                                                   | - Colleen Brennan, Getting Personal - Kimberly Carson, Peeping Tom - Alexandria Greco, Irresistible II - Taija Rae, She’s So Fine - Sheri St. Clair, Voyeur |
| Millor actor—vídeo | Millor actriu—vídeo |
| - Buck Adams, Rockey X - Billy Dee, Flasher - Jamie Gillis, Sweet Revenge - John Leslie, The Passion Within - Harry Reems, Lucky In Love | - Nina Hartley, Debbie Duz Dishes - Danielle, Unnatural Phenomenon II - Keisha, Seduction of Jennifer - Shanna McCullough, Ecstasy - Sheri St. Clair, Sweet Revenge |
| Millor actor secundari | Millor actriu secundària |
| - Joey Silvera, She's So Fine - Robert Bullock, Sexually Altered States - Jamie Gillis, Thought You’d Never Ask - Herschel Savage, If My Mother Only Knew - Paul Thomas, Ecstasy Girls II                                                                | - Colleen Brennan, Star Angel - Sharon Kane, She’s So Fine - Taija Rae, Star Angel - Stevie Taylor, Ribald Tales of Canterbury - Tigr, Star Angel |
| Millor director | Millor director en vídeo |
| - Cecil Howard, Star Angel - Arthur Ben, Sexually Altered States - Gregory Dark, Devil in Miss Jones Part 3: A New Beginning - Alex de Renzy, Wild Things - Robert McCallum, Ecstasy Girls II                                                            | - Jerome Tanner, Club Exotica - Stuart Canterbury, Ex Connection - Eric Edwards, In All the Right Places - Henri Pachard, Blame It on Ginger - Anthony Spinelli, Sweat |
| Millor vídeo gai | Millor director—vídeo gai |
| - Powertool - Below the Belt - Bigger than Life - Dynastud - Two Handfuls | - John Travis, Powertool - Lancer Brooks, Nightcrawlers - David Hurles, I Rick - Christopher Rage, My Masters - Matt Sterling, Bigger Than Life |
| Millor vídeo bisexual | Millor pel·lícula estrangera |
| - Bisexual Fantasies - Passion by Fire: The Big Switch Part 2 - Bi-Bi Love | - Comeback of Marilyn - Sex Resort - Shared With Strangers |
| Millor cinta filmada en vídeo | Millor cinta especialitzada |
| - Foxy Lady's Candid Camera - Christine’s Secret - Midnight Zone | - Caught From Behind V - Bizarre Encounters - White Bun Busters |
| Millor contingut sexual total | Millor contingut sexual total—gravat en vídeo |
| - Devil in Miss Jones Part 3: A New Beginning - Ecstasy Girls II - Irresistible II - Star Angel - Wild Things | - Blame It on Ginger - Club Exotica - Debbie Duz Dishes - Deep Inside Vanessa Del Rio - White Women |
| Millor escena de sexe | Millor escena de sexe en vídeo |
| - John Leslie, Robin Cannes; Wild Things - Amber Lynn, Peter North, Marc Wallice; Devil in Miss Jones Part 3: A New Beginning - Buck Adams, Nina Hartley; Peeping Tom - Jerry Butler, Sharon Mitchell; She’s So Fine - Taija Rae, Ron Jeremy; Star Angel | - Joey Silvera, Krista Lane; Blame It on Ginger - Barbara Dare, Ginger Lynn, Peter North, Tom Byron; Orgy scene, Blame It on Ginger - John Leslie, Careena Collins, Candie Evans, Krista Lane; Farmer’s Daughters - Candie Evans, Tom Byron; In Search of the Golden Bone - Kari Fox, Peter North; Skin Games |
| Millor guió | Millor guió—vídeo |
| - Pamela Penn, Sexually Altered States - Tim McDonald, Blonde Heat - Gregory Dark, Johnny Jump-Up; Devil in Miss Jones Part 3: A New Beginning - Harold Lime Jr., Ecstasy Girls II - June Moon, Irresistible II                                          | - John Ferguson, Debbie Duz Dishes - Clinton Darke, Farmer’s Daughters - Will Kelly, The Passion Within - Buck Adams, Pam Rhodes; Rockey X - Michael Ellis, Sweat |
| Millor fotografia | Millor direcció artística |
| - Sandy Beach, Star Angel - Jon Fontana, Behind the Green Door: the Sequel - Bob Vosse, Blonde Heat - Junior “Speedy” Bodder, Devil in Miss Jones Part 3: A New Beginning - Don Jones, Henning Schellarut; Lust on the Orient Xpress                     | - Lust on the Orient Xpress - Behind the Green Door: the Sequel - Devil in Miss Jones Part 3: A New Beginning - Irresistible II - Ribald Tales of Canterbury |
| Millor muntatge | Millor muntatge—vídeo |
| - Pearl Diamond, Ribald Tales of Canterbury - Lawrence Legume, Behind the Green Door: the Sequel - Tim McDonald, Blonde Heat - Kay Vic, Devil in Miss Jones Part 3: A New Beginning - Tim McDonald, Lust on the Orient Xpress                            | - Brian Blake, Club Exotica - Jim Travis, Blame It on Ginger - Hal 9000, Debbie Duz Dishes - Alexander Craig, Deep Inside Vanessa Del Rio - Rodan, Sweat |
| Millor estrena sofcore | Millor campanya de màrqueting total |
| - Electric Blue—Campus Fever - Electric Blue—Behind the Scenes with Marilyn Chambers - Screen Test | - Frequent Buyer's Program, Video X-Pix - Caught From Behind 6, Hollywood Video - Club Ginger, Vivid Video - Devil in Miss Jones Part 3: A New Beginning, VCA Pictures - Rebate Program, Essex Video - Red Garter, Essex Video - Revenge of the Babes, L.A. Video                                             |
| Millor embalatge—Pel·lícula | Millor embalatge—Vídeo |
| - Lust on the Orient Xpress, Caballero Home Video - Devil in Miss Jones Part 3: A New Beginning, VCA Pictures - Irresistible II, Essex Video - Blonde Heat, VCA Pictures - Red Garter, Essex Video                                                       | - Club Ginger, Vivid Video - Blame It on Ginger, Vivid Video - Club Exotica, Western Visuals - Cheerleader Academy, Cinematrex Corp. - Farmer’s Daughters, Western Visuals - Girls of the Chorus Line, Classic Editions Video - Lucy Has a Ball, Moonlight Entertainment - Rears, Vivid Video                 |

### Premis AVN honoraris

#### Saló de la fama
Els proposats a ingressar al Saló de la Fama d'AVN el 1987 no es van anunciar a la cerimònia de lliurament dels premis, sinó que es van anunciar més tard al número de juny de 1987 de la revista Adult Video News.

### Múltiples nominacions i premis
Les pel·lícules següents van rebre més nominacions:
| Nominacions | Pel·lícula                                  |
| ----------- | ------------------------------------------- |
| 11          | Devil in Miss Jones Part 3: A New Beginning |
| 9           | Star Angel                                  |
| 7           | Blame It on Ginger                          |
| 6           | Irresistible II                             |
| 5           | Blonde Heat                                 |
| 5           | Club Exotica                                |
| 5           | Debbie Duz Dishes                           |
| 5           | Ecstasy Girls II                            |
| 5           | Sexually Altered States                     |
| 4           | Farmer's Daughters                          |
| 4           | Lust on the Orient Xpress                   |
| 4           | She's So Fine                               |
| 4           | Sweat                                       |
| 4           | Wild Things                                 |
| 3           | Behind the Green Door: the Sequel           |
| 3           | Deep Inside Vanessa Del Rio                 |
| 3           | The Passion Within                          |
| 3           | Ribald Tales of Canterbury                  |

Les següents nou pel·lícules van rebre múltiples premis:
| Premis | Pel·lícula                                  |
| ------ | ------------------------------------------- |
| 3      | Blame It on Ginger                          |
| 3      | Star Angel                                  |
| 2      | Club Exotica                                |
| 2      | Debbie Duz Dishes                           |
| 2      | Devil in Miss Jones Part 3: A New Beginning |
| 2      | Lust on the Orient Xpress                   |
| 2      | Powertool                                   |
| 2      | Sexually Altered States                     |
| 2      | Wild Things                                 |

## Presentadors
Entre els que van lliurar els premis hi havia les persones següents: Amber Lynn, Sharon Mitchell, Bionca.